# Взрыв в Порт-Чикаго
Порт-Чикаго (англ. Port Chicago) — упразднённый в 1968 году портовый город в штате Калифорния, США, на берегу эстуария реки Сакраменто. 17 июля 1944 года при погрузке боеприпасов на транспортное судно в порту произошёл взрыв, убивший 320 моряков ВМС США, за которым последовал бунт чернокожих матросов 9 августа 1944. Существует малоубедительная «теория заговора», согласно которой взрыв в Порт-Чикаго был первым ядерным взрывом в истории. На месте упразднённого города в настоящее время располагается охранная зона складов боеприпасов ВМС США («Concord Naval Weapons Station») и национальный мемориал памяти погибших, на противоположном берегу залива — стоянка законсервированных судов ВМС США (Suisun Bay Reserve Fleet).

## Предыстория
Город Порт-Чикаго возник и развивался как портовый посёлок при тыловой базе Тихоокеанского флота США на территориях, некогда заселённых индейскими племенами Мивок. Поселения индейцев, найденные испанскими колонизаторами XVIII века, сформировались не позднее 1300 г. Первые детальные описания залива, реки Сакраменто и местного населения были записаны лишь в 1776 г. капитаном Хосе де Ортегой (современные исследователи оценивают численность племени в 1770-е годы до 9000 человек). В последующие полвека культура береговых мивоков исчезла, их поселения вымерли.
В 1942 году, после событий в Пёрл-Харборе, в Порт-Чикаго была построена новая перевалочная база для снабжения боеприпасами всего Тихоокеанского ТВД (современная база Concord). Весь рядовой состав базы комплектовался чернокожими солдатами-призывниками при белых офицерах. В 1944 году был закончен новый погрузочный пирс с тремя железнодорожными путями, позволявший одновременно загружать два судна.

## Взрыв 17 июля 1944
Вечером 17 июля 1944 был поставлен на погрузку транспорт типа «Виктори» Quinault Victory. Транспорт типа «Либерти» E.A. Bryan уже закончил грузить свои 4606 тонн боеприпасов. Ещё 429 тонн находились в железнодорожных вагонах на пирсе. В 22:18 на пирсе произошёл первый взрыв. Спустя шесть секунд второй взрыв уничтожил E.A. Bryan, пирс и бо́льшую часть посёлка и портового хозяйства. Непосредственно в порту были мгновенно убиты 320 человек, из них 202 — чернокожие, и ранены 390; ранения осколками были и в самом городе. Полностью погибли экипажи обоих судов. Всего были найдены фрагменты 81 тела, только 30 из них были опознаны.
Грибообразное облако поднялось на высоту более 3 км; пилот самолёта, летевшего на высоте 3 км, доложил о «белой вспышке» и пролетевших рядом обломках «размером с дом». Мощность взрыва в Порт-Чикаго, 2 кт, соответствует мощностям двух других «портовых» взрывов — в Галифаксе (3 кт, 1917) и в Техас-Сити (2 кт, 1947). Официальное военное следствие так и не смогло дать заключение о его непосредственной причине — на месте взрыва не осталось ни надёжных свидетельств, ни живых свидетелей.

## Бунт 9 августа 1944
В течение трёх недель выжившие чернокожие матросы разбирали завалы и хоронили останки погибших. В начале августа они получили приказ возобновить погрузку боеприпасов. 9 августа 258 из 320 матросов отказались выйти на погрузочные работы и пошли под трибунал.
208 матросов понесли дисциплинарные наказания; 50 оставшихся были осуждены на сроки от 8 до 15 лет каторжных работ. Защищавший их чернокожий адвокат Тергуд Маршалл (будущий верховный судья США) не сумел оспорить приговоры в 1944, но в январе 1946 года добился помилования всех осуждённых. В 1999 году бывший матрос Фредди Микс, единственный доживший до этого времени из числа 50 осуждённых, добился официальной реабилитации по делу о бунте 9 августа.

## «Атомная» версия взрыва
В 1982 году журналист Питер Фогель высказал версию о том, что взрыв в Порт-Чикаго был первым атомным взрывом. В 1978—1980 автор был техническим редактором энергетического агентства штата Нью-Мексико и был лично знаком с участниками Манхэттенского проекта. По утверждению Вогеля, в 1980 году к нему попала датированная 1944 годом рукопись, «популярно» излагавшая динамику процессов ядерного взрыва. При описании «атомного гриба» неизвестный автор рукописи использовал выражение «по образцу взрыва в Порт-Чикаго», что и натолкнуло Вогеля на его гипотезу. Вторым косвенным толчком было использование библейского псевдонима «три всадника» (Апокалипсиса) в переписке Лесли Гровса и Оппенгеймера в июле 1944 и очевидные частые перемещения трёх неизвестных (Джеймс Чедвик, Эрнест Лоренс, Харольд Ури) в две недели, предшествовавшие взрыву. Подозрительным казался и тот факт, что отчёты о расследовании взрыва 17 июля 1944, рассекреченные в 1959, были вновь засекречены в 1982 году.
Версия Фогеля противоречит объективным данным о запасах оружейного плутония в США — в июле 1944 его не хватало для производства одного заряда — и никак не подтверждается измерениями остатков радионуклидов в окрестностях взрыва.